# Klaus Weber (Maler)
Klaus Weber (* 8. Mai 1928 in Berlin; † Mai 2018 in Leipzig) war ein deutscher Maler und Grafiker.

## Leben und Werk
Weber wurde als Schüler noch 1945 zum Kriegsdienst eingezogen. Nach der Rückkehr aus der Kriegsgefangenschaft macht er 1947 in Leipzig das Abitur. Danach studierte er bis 1952 an der Hochschule für Grafik und Buchkunst in Leipzig Grafik bei Walter Arnold und Fotografik bei Johannes Widmann. Von 1953 bis 1956 hatte er dort in der Fachrichtung Grafik bei Kurt Massloff und Heinz Wagner eine Aspirantur. Erstmals wurde Weber in der DDR durch das 1953 gemeinsam mit Harald Hellmich gefertigte Tafelbild „Die jüngsten Flieger“ bekannt.
Ab 1956 arbeitete Weber in Leipzig freischaffend als Grafiker und Maler, vor allem als Plakatkünstler, Buchgestalter, Illustrator und Ausstellungsgestalter. Außerdem betätigte er sich kunsterzieherisch, u. a. bis 1965 als Leiter eines Volkskunstzirkels. Von 1978 bis 1985 hatte er einen Studienvertrag mit dem VEB Galvanotechnik Leipzig und in den 1980er Jahren weitere Werkverträge mit Betrieben im Kreis Oschatz. Ab 1968 unternahm Weber Auslandsreisen, insbesondere in die mittelasiatischen Republiken der Sowjetunion, nach Sibirien, Karelien und in den Kaukasus.
Weber war ab 1958 mit Margarete Irene Schumann verheiratet.

## Mitgliedschaften
- bis 1990 Mitglied im Verband Bildender Künstler der DDR
- ab 1991 Mitglied im Bund Bildender Künstler Leipzig e. V.

## Werke (Auswahl)

### Tafelbilder (Auswahl)
- Erstes Selbstbildnis (Öl auf Leinwand, 74 × 49,5 cm, 1956)[2]

- Chemiezirkel (Öl, 100 × 145 cm, 1961)[3]
- Stillleben mit Gemüse (Öl auf Leinwand, 50 × 70 cm, 1974)[4]

### Druckgrafik (Auswahl)
- Ruhrkampf 1920 (graphische Folge; 10 Lithografien, 1954/1955. U. a. Blatt 10: Hissen der roten Fahne; im Bestand des Dresdener Kupferstichkabinetts)[5]
- Bodenreform (graphische Folge; 6 Holzschnitte, 32,2 × 70,7 cm, 1957)
- Kreuzung am Ring (Kaltnadelradierung, 48,7 × 39 cm, 1976)[6]

## Ausstellungen (unvollständig)

### Personalausstellungen
- 1963: Leipzig, Galerie Kunst der Zeit
- 1979: Leipzig, Galerie Wort und Werk
- 1981: Rostock, Galerie am Boulevard
- 1982: Delitzsch, Kleine Galerie Delitzsch
- 1988: Geithain und Frohburg, Kulturbund-Galerien
- 1992: Vechelde, Bürgerzentrum
- 1995: Prenzlau, Kulturarche Prenzlau,
- 1995: Kiel-Heikendorf, Galeriecafé Roehrskroog
- 1997: Bad Lausick, Median - Kliniken
- 1999: Leipzig, Atelier Chmelik
- postum 2023: Grimma, Galerie Kugel

### Ausstellungsbeteiligungen
- 1962/1963 und 1982/1983: Dresden, Fünfte Deutsche Kunstausstellung und IX. Kunstausstellung der DDR
- 1954 bis 1995: Leipzig, zehn Bezirkskunstausstellungen
- 1960: Berlin, Pavillon der Kunst („Ausstellung zum 15. Jahrestag der Befreiung“)
- 1965: Leipzig, Museum der Bildenden Künste („500 Jahre Kunst in Leipzig“)
- 1969 und 1974: Berlin („Grafik in der DDR“)
- 1975: Altenburg/Thüringen, Lindenau-Museum („Lithografie im Bezirk Leipzig“)
- 1982: Leipzig, Museum der Bildenden Künste („Selbstbildnisse Leipziger Künstler“)
- 1982: Leipzig („10 Jahre Leipziger Grafikbörse“)
- 1984: Leipzig, Museum der bildenden Künste („Kunst in Leipzig 1949 -1984“)
- 1985: Erfurt, Gelände der Internationalen Gartenbauausstellung („Künstler im Bündnis“)
- 1986: Leipzig, Museum der Bildenden Künste („Worin unsere Stärke besteht“)